# Chromi(III) perhenat
Chromi(III) perhenat là một hợp chất hóa học vô cơ có công thức Cr(ReO4)3. Hợp chất này tồn tại dưới dạng là các tinh thể màu xanh lục, hòa tan được trong nước ở mức độ rất cao.

## Lịch sử
Chromi(III) perhenat được biết đến lần đầu tiên vào tháng 5 năm 1979 bởi Zaitseva và các cộng sự. Năm 2009, Mikhailova và những người khác cũng thực hiện một phản ứng điều chế chromi(III) perhenat, nhưng sử dụng chromi(III) oxit thay vì hydroxide của nó.

## Điều chế
Chromi(III) perhenat hexahydrat có thể được điều chế bằng cách cho chromi(III) hydroxide hoặc chromi(III) oxit tác dụng với axit perhenic ở điều kiện bình thường:
Cr(OH)3 + 3HReO4 → Cr(ReO4)3 + 3H2O
Cr2O3 + 6HReO4 → 2Cr(ReO4)3 + 3H2O
Dung dịch chromi(III) perhenat thu được có độ pH từ 2–3. Để thu được tinh thể của hợp chất, CaCl2 sẽ được sử dụng để làm khô dung dịch. Sau vài ngày, các tinh thể màu xanh lục đặc trưng của ion chromi(III) sẽ xuất hiện.
Muối khan có thể điều chế bằng cách phân hủy dạng ngậm nước hexahydrat (xem bên dưới) hoặc bằng một cách khác phức tạp hơn.

## Tính chất

### Vật lý
Chromi(III) perhenat dạng ngậm nước như hexahydrat tồn tại dưới dạng tinh thể màu xanh lá cây, tan trong nước ở mức rất cao như nhiều muối perhenat khác.

### Hóa học

#### Sự phân hủy
Chromi(III) perhenat khan dễ bị phân hủy khi đun nóng nhất so với một số muối perhenat khác như của mangan(II), sắt(III), coban(II) hay niken(II).
Trước khi bị phân hủy, sự biến đổi cấu trúc tinh thể của muối khan sẽ xuất hiện ở 441–453 °C (826–847 °F; 714–726 K).
Hợp chất bị phân hủy theo 3 giai đoạn:
- Ở nhiệt độ 450–480 °C (842–896 °F; 723–753 K), hợp chất bị phân hủy một phần, với sự hao hụt khối lượng khoảng 5%.[ghi chú 8]
- Khi tiếp tục đun nóng đến 650–700 °C (1.202–1.292 °F; 923–973 K), sự phân hủy xảy ra một cách nhanh chóng. Hợp chất bị hao hụt đến 80% khối lượng, khi đó chromi(III) oxit và rheni(IV) oxit được hình thành.
- Sự biến tính của hợp chất diễn ra lần cuối ở nhiệt độ 870–1.000 °C (1.600–1.830 °F; 1.140–1.270 K). Lúc này hợp chất chỉ bị hao hụt một lượng nhỏ, và sản phẩm cuối cùng của sự phân hủy là chromi(III) oxit và rheni kim loại.[ghi chú 9]

Thực ra, trong quá trình phân hủy trên, rheni(VII) oxit được hình thành, nhưng đến giai đoạn 2 thì bị phân hủy thành rheni(IV) oxit.
Về mặt nhiệt học, tính ổn định của chromi(III) perhenat thấp nhất so với một số muối perhenat của các kim loại chuyển tiếp (xếp theo tính ổn định giảm dần): Mn(II), Co(II), Ni(II), Fe(III), Cr(III).
Đối với dạng ngậm nước Cr(ReO4)3·6H2O, quá trình mất nước của hợp chất diễn ra như sau:
| Công thức của hợp chất thu được | Điểm phân hủy (℃)              | Điểm phân hủy (℃)                    |
| Công thức của hợp chất thu được | Phương pháp nhiệt vi sai (DTA) | Phương pháp nhiệt trọng trường (TGA) |
| ------------------------------- | ------------------------------ | ------------------------------------ |
| Cr(ReO4)3·6H2O (ban đầu)        | 71–99                          | 55–85                                |
| Cr(ReO4)3·5H2O                  | 117–152                        | 95–150                               |
| Cr(ReO4)3·1,5H2O                | 186–208                        | 160–265                              |
| Cr(ReO4)3                       | 347–357                        | ⸺                                    |

## Muối kiềm
Chromi(III) perhenat có thể tạo ra một số loại muối kiềm, với công thức tổng quát là Cr(OH)x(ReO4)3 − x. Các muối với x = 1 và x = 2 và các dạng ngậm nước của nó cũng đã được biết đến. Chúng đều được Zaitseva và các cộng sự điều chế năm 1982.

### Tính chất
- Muối x = 1: Có công thức hóa học CrOH(ReO4)2. Hợp chất tạo ra các dạng ngậm 2,5 và 4 nước.
- Muối x = 2: Có công thức hóa học Cr(OH)2ReO4. Hợp chất được biết đến dưới dạng ngậm 1 và 2 nước.[4]

Cả hai muối đều dễ chảy (đối với dạng ngậm nước), có tính hút ẩm cực kỳ mạnh, màu lục nhạt, nhưng muối có 2 nhóm hydroxide (OH–) có vết vạch đậm màu hơn so với muối có 1 nhóm hydroxide.
Các muối chromi(III) hydroxide-perhenat nói trên đều tan trong nước, etanol, aceton, nhưng không tan trong CCl4. Khối lượng riêng của các muối tại nhiệt độ 25 ± 0,1 ℃ như sau: muối x = 1 có D = 3,11 g/cm³, muối x = 2 có D = 2,88 g/cm³.

### Sự phân hủy
Dạng ngậm nước cao nhất của chúng bị phân hủy bước đầu ở 80 °C (176 °F; 353 K). Muối 1 nhóm hydroxide bị mất 1,5 nước, muối 2 nhóm hydroxide bị mất 1 nước. Màu của hai hợp chất chuyển dần từ lục nhạt sang lục đậm rồi biến thành màu nâu đầm lầy.
Khi đun nóng đến 190 °C (374 °F; 463 K), muối 1 nhóm hydroxide trở thành dạng khan; đối với muối 2 nhóm hydroxide thì nhiệt độ này là 180 °C (356 °F; 453 K).
Trong quá trình phân hủy, chromi(III) bị oxy hóa. Muối 1 nhóm hydroxide bị oxy hóa ở 380–460 °C (716–860 °F; 653–733 K), của muối 2 nhóm hydroxide là 450–495 °C (842–923 °F; 723–768 K).
Sự phân hủy của các muối kiềm khan thành các rheni oxit diễn ra ở những nhiệt độ khá gần nhau. Muối 1 nhóm hydroxide bị phân hủy thành các loại rheni oxit ở 490–520 °C (914–968 °F; 763–793 K), muối 2 nhóm hydroxide phân hủy theo cách tương tự ở 500–510 °C (932–950 °F; 773–783 K).

## Ứng dụng
Chromi(III) perhenat khan được sử dụng làm tiền chất để sản xuất siêu hợp kim.

## Hợp chất khác
- Cr(ReO4)3 còn tạo một số hợp chất với NH3, như Cr(ReO4)3·6NH3 là tinh thể màu vàng chanh, độ hòa tan trong nước ở 20 ℃ là 0,684 g/L. Dạng muối chứa 2 phân tử nước dễ bị phân hủy.
- Cr(ReO4)3 còn tạo một số hợp chất với CO(NH2)2, như Cr(ReO4)3·6CO(NH2)2 là tinh thể màu lục, độ hòa tan trong nước ở 20 ℃ là 1,786 g/L.[6]